# Xavi Coral
Xavier Coral (Tarrasa, 1971) es un periodista y presentador de televisión español.
Licenciado en Ciencias de la información, comenzó trabajando en la televisión local de su ciudad, donde presentaba los informativos. Desde 1997 y durante doce años condujo diferentes ediciones del Telenotícies —principalmente en la edición del mediodía—, acompañado de Helena García Melero, Raquel Sans y Núria Solé. Desde 2007 hasta 2009 presentó  el programa de análisis del Canal 33 Àgora.
A partir de 2009 presenta con Espartac Peran el magacín de entretenimiento Divendres, emitido por las tardes en el canal público autonómico TV3. En el programa conduce los contenidos, en directo y desde el plató, mientras que Espartac se establece cada día en un punto diferente del territorio. También con Peran, presentó las campanadas de fin de año de 2010 desde la Torre Agbar de Barcelona y, en 2011, la Marató de TV3 para la regeneración y trasplante de órganos y tejidos.
A partir de 2015, Xavi Coral deja de presentar Divendres, siendo sustituido por Helena García Melero. Inmediatamente, se incorpora al espacio .CAT como presentador y moderador de tertulias de análisis político y entrevistas a personajes relevantes de la cultura catalana.